# Escudilla Bonita
Escudilla Bonita es un lugar designado por el censo ubicado en el condado de Catron en el estado estadounidense de Nuevo México. En el Censo de 2010 tenía una población de 119 habitantes y una densidad poblacional de 3,77 personas por km².

## Geografía
Escudilla Bonita se encuentra ubicado en las coordenadas 34°6′36″N 109°1′22″O / 34.11000, -109.02278. Según la Oficina del Censo de los Estados Unidos, Escudilla Bonita tiene una superficie total de 31.58 km², de la cual 31.49 km² corresponden a tierra firme y (0.29%) 0.09 km² es agua.

## Demografía
Según el censo de 2010, había 119 personas residiendo en Escudilla Bonita. La densidad de población era de 3,77 hab./km². De los 119 habitantes, Escudilla Bonita estaba compuesto por el 89.08% blancos, el 0% eran afroamericanos, el 0.84% eran amerindios, el 0.84% eran asiáticos, el 0% eran isleños del Pacífico, el 2.52% eran de otras razas y el 6.72% pertenecían a dos o más razas. Del total de la población el 7.56% eran hispanos o latinos de cualquier raza.